# Pseudopaguristes kuekenthali
Pseudopaguristes kuekenthali is een tienpotigensoort uit de familie van de Diogenidae. De wetenschappelijke naam van de soort is voor het eerst geldig gepubliceerd in 1902 door De Man.